# Taproot
Taproot es un grupo de metal alternativo, procedentes de los Estados Unidos. La banda se formó en 1997, y se ha ganado un nombre en la escena de la música nü metal al ir de gira con bandas como Linkin Park y KoЯn. Su mánager fue el exintegrante de Linkin Park (Mark Wakefield)

## Historia

### Formación y lanzamientos independientes (1997–1999)
En 1997, Taproot envió su demo al frontman de Limp Bizkit, Fred Durst. Impresionado con su material, se ofreció a conseguir un contrato de grabación a través de Interscope Records. Sin embargo, después de prolongadas negociaciones, Taproot buscó en otros lugares, donde finalmente consiguieron un lucrativo contrato de grabación con Atlantic Records. Durst insultó fuertemente a la banda en el contestador automático de Stephen Richards, el vocalista. También culpó a System of a Down, grupo que ayudó a Taproot a asegurar el contrato con Atlantic. En represalia, Durst sacó a System of a Down del Family Values Tour de 1999. Taproot pasó a lanzar independientemente tres álbumes: ... Something More Than Nothing (1998),  Mentobe (1998) y Upon Us (1999).

### GiftyWelcome(2000-2004)
La banda lanzó su álbum debut Gift el 27 de junio de 2000. Con el sencillo principal del disco "Again & Again" ganando una gran exposición a través de MTV2, la fama en el mainstream de la banda ganó impulso. Con la ayuda de Jack, el hijo de Ozzy Osbourne, Taproot consiguió un lugar en el segundo escenario del Ozzfest Tour del 2000 y 2001.
Después de pasar siete meses en Los Ángeles, la banda lanzó su segundo álbum Welcome el 15 de octubre de 2002. Considerado como un disco más melódico, el álbum debutó en el número 17 en el Billboard 200, vendiendo más de 51.000 copias en su primera semana de lanzamiento. Gran parte de esto se debió al éxito del primer sencillo del álbum, "Poem", que se convirtió en el n.º 5 en el Mainstream Rock chart . "Poem" no entró en el Billboard Hot 100, pero alcanzó el número 6 en el Bubbling Under Hot 100 Singles, que actúa como una extensión de 25 canciones para el Hot 100. El segundo sencillo del álbum, "Mine", siguió con un éxito más moderado. Welcome es el álbum más exitoso de Taproot hasta la fecha, casi logrando el estatus de oro, con aproximadamente 475,000 copias vendidas.
Después de recorrer todo el país con el Music as a Weapon Tour de Disturbed, así como una gira europea, la banda tomó un descanso de dos años.

### Blue-Sky Research(2005-2007)

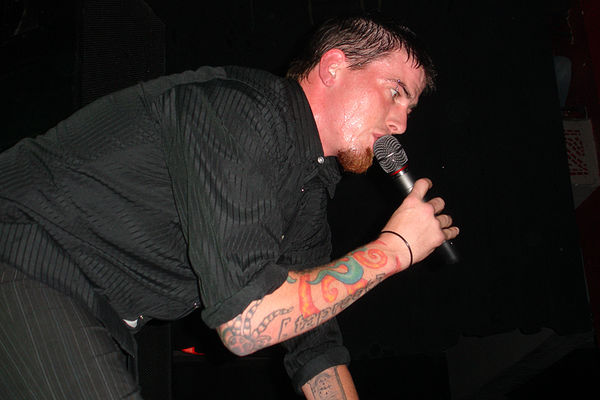
Stephen Richards, vocalista de la banda en vivo. Octubre del 2005

Al regresar de su receso, la banda lanzó su tercer álbum Blue-Sky Research, el 16 de agosto de 2005. Billy Corgan (vocalista de The Smashing Pumpkins) asistió en escribir canciones en el álbum, que fue producido por Toby Wright. Debutó en el puesto número 33 en el Billboard 200, con aproximadamente 28 mil unidades en la primera semana de ventas. "Calling" sencillo de la banda (escrito con Jonah Matranga, vocalista y guitarrista de la banda Far) fue utilizado por la WWE como tema para el pay-per-view del 2005 "Unforgiven".
La banda encabezó una gira con Evans Blue y From Satellite para promover su lanzamiento. Antes de la gira, Taproot actuó como apoyo directo a Chevelle en su gira junto a Thirty Seconds to Mars. También participaron en el Fall Brawl Tour, que contó con Staind y P.O.D. como cabeza de cartel, y es notable por presentar a, en ese momento desconocido, Flyleaf  como el acto de apertura de las tres bandas.
El 23 de mayo de 2006, se informó de que Taproot se había separado de Atlantic Records, después de las ventas decepcionantes de Blue-Sky Research. En el momento, el álbum había vendido 112.000 copias desde su lanzamiento. El 13 de junio de 2006, el baterista Jarrod Montague, a través del MySpace de Taproot, confirmó la noticia.

### Our Long Road Home(2008-2009)
El 5 de marzo de 2007, la banda confirmó que estaban en el proceso de grabación de su nuevo álbum, Our Long Road Home, con el productor Tim Patalan.
El 2 de marzo de 2008, la banda lanzó una canción de Our Long Road Home titulada "You're Not Home Tonight" en su página web. La canción recibió tiempo de emisión en XM Satellite Radio Squizz 48 Indicent Exposure con Grant Random Sirius Satellite Radio
Un teaser trailer de Our Long Road Home fue añadido al canal en YouTube de la banda el 28 de abril de 2008. Al final del video, se afirmó que el álbum sería lanzado el 5 de agosto de 2008.
De acuerdo con el sitio web de Taproot, la banda decidió renunciar a firmar con un sello grande. Su nuevo álbum, Our Long Road Home, sería lanzado independientemente a través de su firma de gestión Velvet Hammer Music en una asociación 50/50 con la propia banda. La distribución fue manejada con RED Distribution, propiedad de Sony.
Our Long Road Home fue lanzado el 16 de septiembre de 2008. El disco fue distribuido en un empaque de cartón y enviado a todos los principales puntos de venta.

Justo una semana después del lanzamiento del álbum, se anunció que el baterista Jarrod Montague estaría dejando la banda y sería reemplazado por Nick Fredell. La banda lanzó un comunicado sobre el cambio en la alineación:
"Después de 10 años de gira, nuestro baterista y buen amigo Jarrod estará acabando en este ciclo y lo reemplazaremos con nuestro amigo de largo tiempo Nick Fredell. Vamos a extrañar la presencia de Jarrod en el escenario, pero Nick ha encajado perfectamente y estamos muy contentos de que todos nuestros fans lo conozcan. Jarrod sigue formando parte de nuestra familia, así que lo verás en la prensa y en el video de 'Wherever I Stand' que está ahora en Youtube"
En primavera de 2009, Taproot fue de gira con Dear Enemy y Adakain para el Take It! tour. Más tarde ese año, co-encabezó una gira de Estados Unidos con Cold, además de lanzar la siguiente declaración: "Taproot tiene algunos próximos shows en noviembre y diciembre y comenzará a escribir su nuevo disco en enero / febrero de 2010. Esperamos llegar a entrar al estudio febrero y marzo. Estaremos viendo una fecha de lanzamiento en algún momento a finales de la primavera, posiblemente a principios del verano de 2010! "

### Plead the Fifth(2010-2011)
Después de un breve periodo de tiempo sin un sello discográfico, Taproot firmó con Victory Records. El 1 de abril de 2010, a la medianoche, la banda lanzó el primer sencillo de su próximo álbum. La canción fue "Fractured (Everything I Said Was True)". Un video de la canción siguió la publicación poco después debutando en el canal de YouTube de la banda el 16 de abril. Luego después, la banda lanzó su quinto álbum de estudio Plead the Fifth.
Taproot apoyó Plead the Fifth con una gira como cabeza de cartel en el verano de 2010 con el apoyo de Ice Nine Kills y sus compañeros de sello, Destrophy.

### The Episodes(2011-2012)
El 14 de septiembre de 2011 Taproot anunció que se estaban preparando para grabar su sexto álbum de estudio en el otoño del 2011. Ellos volverían a estar trabajando con el productor Tim Patalan grabando en The Loft Studios en Saline, Míchigan. El 15 de diciembre, la banda anunció que el álbum fue grabado y debe ser lanzado en la primavera de 2012. El 8 de enero de 2012, el sitio web oficial de la banda se cerró y fue relanzado como una nueva página, el 7 de febrero de 2012. Además del nuevo sitio, la banda también reveló que The Episodes se estrenaría el 10 de abril de 2012. Todos los martes, Taproot ofreció un video sobre su próximo álbum. El 2 de marzo de 2012, Taproot lanzó el primer sencillo del álbum: No Surrender. 
El 9 de abril de 2012 fueron entrevistados por Freak y realizaron un directo en WYKT-105.5fm The Kat de Freakster's Roadhouse en Wilmington, Illinois. El setlist de 3 canciones presentó "No Surrender", como la primera vez que fue tocado en vivo.
Taproot promocionó The Episodes en el Winter Riot Tour siendo cabeza de cartel (con el apoyo de 12 Stones, Digital Summer, 3 Pill Morning y Prospect Hill).

### Aniversario 13 deGift, partida de Fredell y DeWolf (2013-2015)
La primera mitad de 2013 Taproot estuvo viajando, celebrando el 13 aniversario de su álbum debut, Gift, tocándolo en su totalidad en toda la gira.
El 16 de junio de 2013, el baterista Nick Fredell anunció en su cuenta de Twitter que había salido de la banda, sólo citando "algo de hostilidad". Desde entonces ha sido reemplazado por el nuevo baterista Dave Coughlin. Todavía no ha habido una declaración oficial de la banda que se dirija a esto.
El 9 de julio de 2015, un comunicado oficial fue lanzado por Phil Lipscomb afirmando que Mike DeWolf no estaba interesado en continuar con la banda, y que él y Stephen estarían procediendo sin él.
El 8 de agosto de 2015, Taproot tocó en el Dirtfest in Birch Run Michigan con Dave Lizzio (anteriormente parte de Nonpoint) como el guitarrista de la banda. La actuación también fue notable por la aparición del miembro fundador Jarrod Montague, además de ser su primer show desde la salida de Mike DeWolf.

### Besides y15 aniversario deWelcome(2016-presente)
El 6 de septiembre de 2016, la banda anunció que se daría el lanzamiento de un disco de rarezas titulada Besides. Hasta la fecha el álbum de recopilación aún no ha sido lanzado.
El 27 de febrero de 2017, la banda anunció en Banana 101.5 que tocarán "Welcome" en su totalidad. El batería original Jarrod Montague también aparecerá en el concierto del aniversario junto con su banda WestFall como el telonero. Se presentaron el 13 y 14 de mayo de 2017 en Machine Shop en Flint, MI. Durante el concierto, estrenaron una nueva canción titulada "No One Else to Blame".

## Discografía

### Álbumes Independientes
- Mentobe (EP) - 1996
- ...Something More Than Nothing - 1998
- Upon Us - 1999

### Álbumes
- Gift - 2000
- Welcome - 2002
- Blue-Sky Research - 2005
- Our Long Road Home - 2008
- Plead the Fifth - 2010
- The Episodes - 2012
- SC\SSRS - 2023

### Sencillos
- Again and Again - 2001
- Mine - 2003
- Poem - 2003
- Calling - 2005
- Wherever I Stand - 2008
- Fractured (Everything I Said Was True) - 2011
- Release Me - 2011
- No Surrender - 2012
- The Everlasting - 2012